# Ismail al-Faruqi
Ismaʻīl Rājī al-Fārūqī (arabisch إسماعيل راجي الفاروقي, * 1. Januar 1921; † 27. Mai 1986) war ein palästinensisch-amerikanischer Philosoph, bekannt für seine Beiträge zu den Islamwissenschaften und den interreligiösen Dialog. Er studierte mehrere Jahre an der Al-Azhar-Universität in Kairo und lehrte an Universitäten in Nordamerika, darunter die McGill University in Montreal, Kanada. Al-Faruqi war Professor für Religion an der Temple University, wo er das Islamic-Studies-Programm gründete und leitete. Er war auch Mitbegründer des International Institute of Islamic Thought (IIIT). Al-Faruqi verfasste über 100 Artikel und 25 Bücher, darunter Christian Ethics: A Historical and Systematic Analysis of Its Dominant Ideas und Al-Tawhid: Its Implications For Thought And Life.

## Frühes Leben und Ausbildung
Al-Faruqi wurde in Jaffa, im britischen Mandatsgebiet Palästina geboren. Sein Vater, 'Abd al-Huda al-Faruqi, war ein Islamischer Richter (Qādī). Al-Faruqi erhielt seine frühe religiöse Ausbildung zu Hause und in der örtlichen Moschee. 1936 begann er das französische Dominikaner-Collège des Frères de Jaffa zu besuchen.
1942 wurde er als Registrar für Genossenschaften unter der britischen Mandatsregierung in Jerusalem ernannt. 1945 wurde er Bezirksgouverneur von Galiläa. Nach dem arabisch-israelischen Krieg 1948 emigrierte al-Faruqi nach Beirut, Libanon, wo er an der American University of Beirut studierte. Später schrieb er sich an der Indiana University ein und erhielt seinen Master of Arts in Philosophie mit einer Arbeit mit dem Titel The Ethics of Reason and the Ethics of Life (Kantian and Nietzschean Ethics) im Jahr 1949.
In seiner Masterarbeit untersuchte al-Faruqi die Ethik von Immanuel Kant und Friedrich Nietzsche. Er führte dies mit einem zweiten M.A. in Philosophie an der Harvard University im Jahr 1951 fort und promovierte 1952 mit einer Dissertation mit dem Titel On Justifying the Good an der Indiana University. In seiner Doktorarbeit argumentierte al-Faruqi, dass Werte absolute, selbständige Wesenheiten sind, die a priori durch emotionale Intuition erkannt werden. Er stützte seine Theorien auf Max Schelers Nutzung der Phänomenologie und Nicolai Hartmanns Studien zur Ethik.
Seine Studien führten ihn zu dem Schluss, dass das Fehlen einer transzendenten Grundlage zu moralischem Relativismus führt, was ihn dazu veranlasste, sein islamisches Erbe neu zu bewerten. Innerhalb von sechs Jahren nach seiner Ankunft in den Vereinigten Staaten erkannte er die Notwendigkeit eines gründlicheren Studiums des Islam, was ihn dazu bewegte, an der Al-Azhar-Universität in Ägypten zu studieren. Bis zu dem Zeitpunkt, als er die Vereinigten Staaten verließ, hatte er neue Fragen zu moralischen Verpflichtungen entwickelt und strebte an, seine intellektuellen Bestrebungen mit seiner islamischen Identität zu integrieren.

## Akademische Karriere
1958 erhielt al-Faruqi ein Gaststipendium an der Fakultät für Theologie der McGill University. Er lebte in Ville St. Laurent und trat auf Einladung des Gründers Wilfred Cantwell Smith dem Institut für Islamwissenschaften der McGill University bei. Von 1958 bis 1961 lehrte er gemeinsam mit Smith und war bekannt für seinen dynamischen und originellen Ansatz in der islamischen Gedankenwelt. Während seiner Tätigkeit studierte er christliche Theologie und Judentum und wurde mit dem pakistanischen Philosophen Fazlur Rahman bekannt. 1961 arrangierte Rahman eine zweijährige Anstellung für al-Faruqi am Central Institute of Islamic Research in Karatschi, Pakistan, um ihn verschiedenen muslimischen Kulturen auszusetzen. Al-Faruqi arbeitete dort von 1961 bis 1963 als Gastprofessor.
1964 kehrte al-Faruqi in die Vereinigten Staaten zurück und diente als Gastprofessor an der Divinity School der University of Chicago sowie als außerordentlicher Professor an der Syracuse University. 1968 trat er der Temple University als Professor für Religion bei, wo er das Programm für Islamwissenschaften gründete und bis zu seinem Tod 1986 innehatte. Während seiner Zeit an der Temple University betreute al-Faruqi viele Studenten, darunter seinen ersten Doktoranden John Esposito.
Im März 1977 spielte al-Faruqi eine bedeutende Rolle bei der ersten Weltkonferenz über muslimische Bildung in Mekka. An dieser Konferenz nahmen Teilnehmer wie Muhammad Kamal Hassan, Syed Muhammad Naquib al-Attas und Syed Ali Ashraf teil. Die Konferenz legte den Grundstein für die Gründung islamischer Universitäten in Dhaka, Islamabad, Kuala Lumpur, Kampala und Niger. Al-Faruqi war maßgeblich an den Beratungen der Konferenz und der Entwicklung ihrer Aktionspläne beteiligt.

## Philosophie und Gedanken

### Frühe Gedanken: Arabismus
Al-Faruqis frühe intellektuelle Fokussierung lag auf dem Urubah (Arabismus). Er argumentierte, dass Urubah die zentrale Identität und Wertvorstellung ist, die alle Muslime zu einer einzigen Gemeinschaft von Gläubigen (Ummah) vereint. Al-Faruqi glaubte, dass Arabisch als Sprache des Korans für das vollständige Verständnis der islamischen Weltanschauung wesentlich sei. Er vertrat die Ansicht, dass Urubah untrennbar mit der muslimischen Identität verbunden ist und sowohl sprachliche als auch religiöse Dimensionen umfasst.
Al-Faruqi betonte auch das Konzept des Tawhid (Monotheismus) als zentrales Element des arabischen religiösen Bewusstseins, das er im Judentum, Christentum und Islam fand. Diese Idee hob einen gemeinsamen Strom monotheistischer Überzeugungen in diesen Religionen hervor, die in der arabischen Kultur und Sprache verwurzelt sind. Er glaubte, dass Islam und Monotheismus Geschenke des arabischen Bewusstseins an die Menschheit seien, was im Gegensatz zum rassenbasierten Nationalismus des modernen Zeitalters stand.
Diese Haltung wurde von einigen Gelehrten wegen ihrer vermeintlich essenzialistischen und arabozentrischen Herangehensweise kritisiert. Kritiker, darunter nicht-arabische muslimische Intellektuelle, hinterfragten seine Behauptung, dass Arabisch die einzige sprachliche Struktur sei, die für das islamische Denken geeignet ist. Al-Faruqis Zeit in Pakistan, wo er verschiedenen muslimischen Kulturen ausgesetzt war, änderte zunächst wenig an seinen arabozentrischen Ansichten.

### Wandel zum Islamismus
Al-Faruqis Perspektiven entwickelten sich erheblich weiter, nachdem er in die Vereinigten Staaten gezogen war. Seine Beteiligung an der Muslim Students' Association (MSA) an der Temple University führte ihn zu einer vielfältigen Gruppe muslimischer Studenten aus verschiedenen kulturellen Hintergründen. Diese Begegnung führte ihn dazu, seine frühere Fokussierung auf den Arabismus zu überdenken. Er begann, eine breitere islamische Identität über den arabischen Nationalismus zu stellen und sagte: „Bis vor ein paar Monaten war ich ein Palästinenser, ein Araber und ein Muslim. Jetzt bin ich ein Muslim, der zufällig ein Araber aus Palästina ist.“ Weiter reflektierte er über seine Identität und bemerkte: „Ich fragte mich: Wer bin ich? Ein Palästinenser, ein Philosoph, ein liberaler Humanist? Meine Antwort war: Ich bin ein Muslim.“
Dieser Wandel wurde auch durch seine Teilnahme am interreligiösen Dialog beeinflusst, wo er die Bedeutung einer einheitlichen islamischen Identität erkannte, um sinnvolle Gespräche mit Nicht-Muslimen zu führen. Al-Faruqis Engagement in der MSA und seine Begegnungen mit verschiedenen muslimischen Kulturen in den Vereinigten Staaten verstärkten seine breitere islamische Identität über seine früheren arabozentrischen Ansichten hinaus.

### Meta-Religion
Al-Faruqi suchte nach meta-religiösen Prinzipien, die auf Vernunft basierten, um Religionen nach universellen Standards zu bewerten, anstatt sie gegeneinander zu vergleichen. Dieses ehrgeizige Vorhaben zielte darauf ab, gemeinsame Grundlagen für Verständnis und Zusammenarbeit zwischen verschiedenen Glaubensgemeinschaften zu finden. Er schlug mehrere Leitprinzipien für den Dialog vor, darunter, dass alle Dialoge kritisiert werden müssen, die Kommunikation Gesetzen der inneren und äußeren Kohärenz gehorchen muss, der Dialog der Realität entsprechen und frei von „kanonischen Figurationen“ sein sollte, und der Fokus sollte auf ethischen Fragen und nicht auf theologischen Streitigkeiten liegen.
Al-Faruqi glaubte, dass meta-religiöser Dialog als Mittel dienen könnte, um gegenseitiges Verständnis und Respekt zwischen verschiedenen Glaubensgemeinschaften zu erreichen und dabei helfen könnte, die durch dogmatische Unterschiede entstandenen Kluften zu überbrücken. Sein Fokus auf Ethik über Theologie sollte konstruktivere und weniger streitige interreligiöse Begegnungen ermöglichen.

### Ganzheitliches Wissen
Al-Faruqi trug maßgeblich zur Entwicklung des Konzepts des ganzheitlichen Wissens bei und äußerte Bedenken hinsichtlich der Säkularisierung des Wissens in muslimischen Gesellschaften. Er sprach von „dem Malaise der Ummah“ und argumentierte, dass die Abhängigkeit von westlichen säkularen Werkzeugen und Methoden zu einer Trennung von den ökologischen und sozialen Realitäten muslimischer Nationen führte und oft Verstöße gegen islamische Ethik übersehen wurden. Er betonte die Bedeutung der Integration islamischer Prinzipien mit modernem Wissen, um zeitgenössische Herausforderungen anzugehen und die ethische Integrität der Ummah zu bewahren.
Al-Faruqis spätere intellektuelle Bemühungen konzentrierten sich auf die Islamisierung des Wissens. Er suchte nach einer Harmonisierung islamischer Prinzipien mit zeitgenössischen akademischen Disziplinen und plädierte für eine ganzheitliche Integration von Glauben und Vernunft. Seine Arbeit in diesem Bereich gipfelte in der Gründung des IIIT, das sich zum Ziel setzte, eine islamische Epistemologie und Methodologie für verschiedene Studienfelder zu entwickeln.
Al-Faruqi betonte die Notwendigkeit, islamisches Wissen mit modernen Wissenschaften zu integrieren. Er glaubte an die Entwicklung eines einheitlichen islamischen Lehrplans, der zeitgenössische Disziplinen umfasst und gleichzeitig in islamischem Denken verwurzelt ist. Sein Ansatz beinhaltete einen systematischen Prozess, um Elemente zu identifizieren und zu eliminieren, die mit islamischen Prinzipien unvereinbar sind, und die Integration islamischer Werte in verschiedene akademische Disziplinen.
Al-Faruqi legte großen Wert auf Bildungsreformen und befürwortete die Schaffung umfassender Lehrpläne und akademischer Institutionen, die islamische und moderne Wissenschaften kombinieren. Dieser Ansatz zielte darauf ab, Gelehrte hervorzubringen, die in beiden Bereichen versiert sind und in der Lage sind, zeitgenössische Herausforderungen aus einer islamischen Perspektive zu bewältigen. Al-Faruqi betonte auch die Bedeutung der Lehrplanentwicklung, praktischer Strategien für die Umsetzung und eines ganzheitlichen Ansatzes zur Reform des gesamten Bildungssystems.

### Ansichten zum Zionismus
Al-Faruqi war ein lautstarker Kritiker des Zionismus und betrachtete ihn aufgrund seiner nationalistischen Ideologie als unvereinbar mit dem Judentum. Er argumentierte, dass die Ungerechtigkeiten, die durch den Zionismus verursacht wurden, dessen Abschaffung erfordern. Er schlug vor, dass ehemalige israelische Juden, die den Zionismus ablehnen, als „ummatische Gemeinschaft“ innerhalb der muslimischen Welt leben könnten und sich innerhalb eines islamischen Rahmens an das jüdische Gesetz halten könnten, wie es von rabbinischen Gerichten interpretiert wird. Diese Haltung unterstrich sein Engagement für eine Vision von Gerechtigkeit, die in islamischen Prinzipien verwurzelt ist.

## Wissenschaftliche Leistungen
1980 gründete al-Faruqi gemeinsam mit Taha Jabir Alalwani, Abdul Hamid AbuSulayman und Anwar Ibrahim das International Institute of Islamic Thought (IIIT).
Al-Faruqi trug durch seine umfangreichen Schriften und sein Engagement in akademischen und interreligiösen Organisationen zur Islamwissenschaft bei. Er verfasste über 100 Artikel in wissenschaftlichen Zeitschriften und Magazinen und veröffentlichte 25 Bücher, darunter Christian Ethics: A Historical and Systematic Analysis of Its Dominant Ideas (1968), Islam and the Problem of Israel (1980) und Al-Tawhid: Its Implications For Thought And Life (1982). Er war an der Gründung der Islamic Studies Group der American Academy of Religion beteiligt und diente zehn Jahre lang als deren Vorsitzender. Darüber hinaus bekleidete er Positionen wie Vizepräsident des Inter-Religious Peace Colloquium und Präsident des American Islamic College in Chicago.
Al-Faruqi schlug das Konzept des Tawhid (Monotheismus) als einendes Prinzip im islamischen Denken vor und betonte dessen Relevanz in verschiedenen Lebensbereichen, einschließlich Ethik, Politik und Bildung. Sein „Islamisierung des Wissens“-Initiative zielte darauf ab, islamische Prinzipien mit zeitgenössischen akademischen Disziplinen zu integrieren und eine ganzheitliche Verbindung von Glauben und Vernunft zu fördern. Am IIIT arbeitete er daran, einen Rahmen für eine islamische Epistemologie zu schaffen, einschließlich der Entwicklung von Lehrplänen und Forschungsmethoden, die auf islamischem Denken basieren. Diese Initiative zielte darauf ab, den Herausforderungen der Säkularisierung zu begegnen und sich mit der intellektuellen Tradition des Islam auseinanderzusetzen.
Laut Ibrahim Kalin zielte al-Faruqis „Islamisierung des Wissens“ hauptsächlich auf die Geisteswissenschaften ab und schloss moderne wissenschaftliche Kenntnisse aus, was zu einem soziologischen Fokus im islamischen Wissen führte und die säkularisierenden Auswirkungen der modernen Wissenschaft vernachlässigte.
Al-Faruqi engagierte sich auch im interreligiösen Dialog und förderte das gegenseitige Verständnis und die Zusammenarbeit zwischen verschiedenen religiösen Gemeinschaften. Seine Bemühungen zielten darauf ab, eine globale Umgebung des Friedens und des Respekts zu schaffen, indem er die Gemeinsamkeiten zwischen Islam, Christentum und Judentum hervorhob.

## Zeitgenössische Relevanz
Al-Faruqis Ideen zur Islamisierung des Wissens beeinflussen weiterhin das zeitgenössische islamische Denken. Sein Schwerpunkt auf der Integration islamischer Prinzipien mit modernen akademischen Disziplinen bleibt für Gelehrte und Pädagogen relevant, die Glauben und Vernunft harmonisieren wollen. Seine Arbeit wird häufig in akademischen Konferenzen und Publikationen über islamisches Denken und Bildung zitiert.
Al-Faruqis Beiträge zum interreligiösen Dialog werden ebenfalls weithin anerkannt. Seine Bemühungen, gegenseitiges Verständnis und Zusammenarbeit zwischen verschiedenen religiösen Gemeinschaften zu fördern, sind in mehreren wissenschaftlichen Arbeiten vermerkt. Sein Ansatz im interreligiösen Dialog, der die Gemeinsamkeiten zwischen Islam, Christentum und Judentum betonte, wird als wichtiger Beitrag zur Förderung einer globalen Umgebung des Friedens und des Respekts betrachtet.
Seine Beiträge zur muslimischen Gemeinschaft in Montreal und sein Einfluss auf die islamische Gelehrsamkeit wurden posthum anerkannt.

## Tod

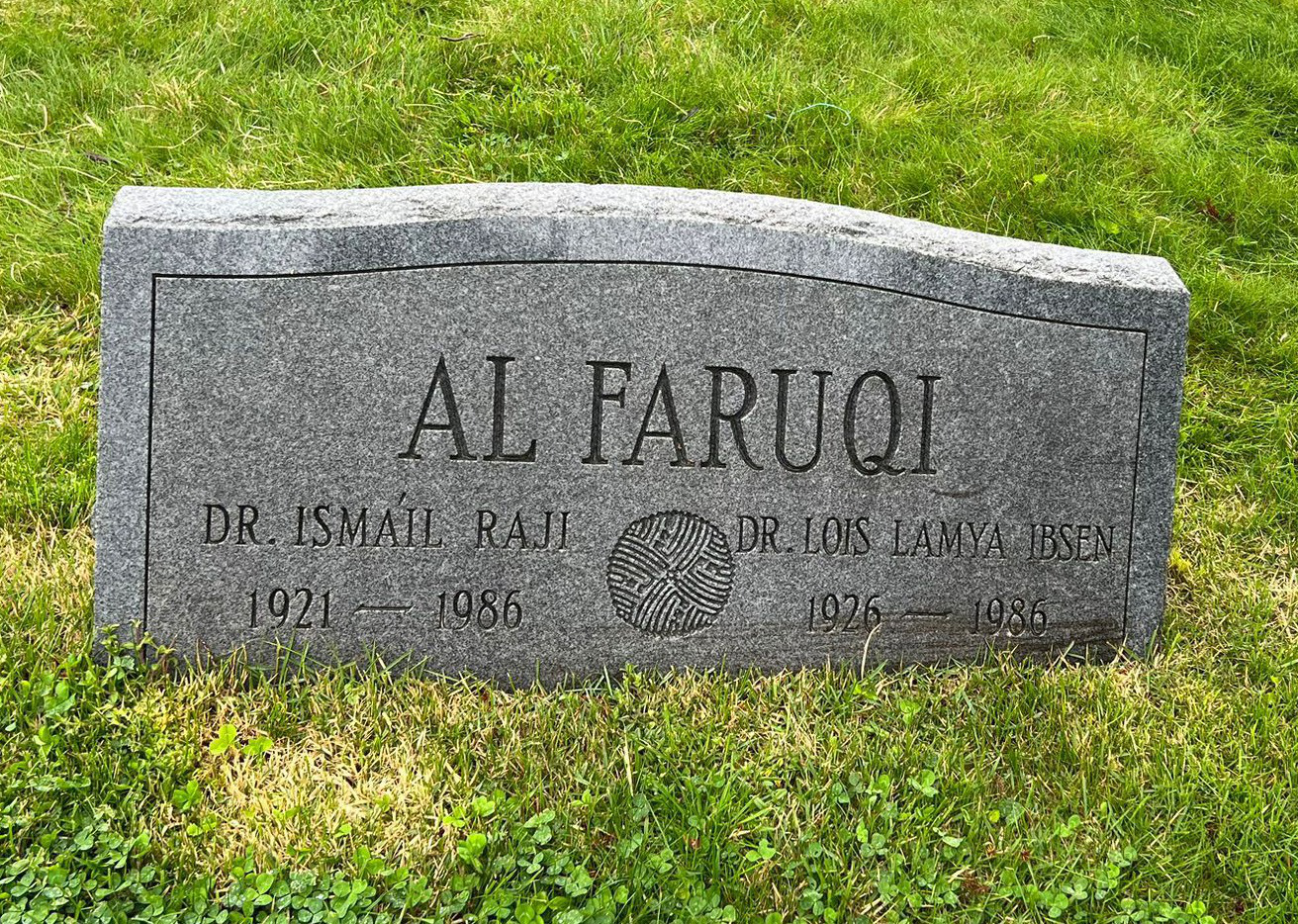
Geteiltes Grab von Ismail al-Faruqi und Lois Lamya al-Faruqi

Im Mai 1986 wurden al-Faruqi und seine Frau in ihrem Haus in Wyncote, Pennsylvania von Joseph Louis Young, auch bekannt als Yusuf Ali, ermordet. Young gestand das Verbrechen, wurde zum Tode verurteilt und starb 1996 im Gefängnis eines natürlichen Todes. Bei dem Angriff wurde auch ihre Tochter Anmar al-Zein schwer verletzt, überlebte jedoch nach umfangreicher medizinischer Behandlung. Verschiedene Theorien wurden über die Motive der Morde vorgeschlagen, darunter ein misslungener Einbruch und ein politisch motivierter Anschlag.